# Janice Lord
Pour les articles homonymes, voir Lord.
Janice Marjorie Lord est une universitaire néo-zélandaise, biologiste de l'évolution des plantes. Elle s'intéresse à l'évolution, à l'écologie et à la conservation des plantes uniques de Nouvelle-Zélande, ainsi qu'à leur interaction avec les pollinisateurs, les disperseurs de graines et les mutualismes microbiens. Depuis 2020, elle est professeure agrégée à l'université d'Otago, où elle est conservatrice de l'herbier régional d'Otago (en) .

## Carrière académique
Après un doctorat dont la thèse est intitulée The evolutionary ecology of Festuca novae-zelandiae in mid-Canterbury, New Zealand, soumis à l'université de Canterbury en 1992, Lord rejoint le Département de Botanique de l'université d'Otago, où elle est professeure associée.

## Travaux
Les recherches de Lord se concentrent sur la manière dont la faune néo-zélandaise façonne la flore végétale grâce aux systèmes de pollinisation et de dispersion des fruits. Elle travaille particulièrement sur les communautés végétales alpines, mais publie également sur les mégaherbes subantarctiques et l'utilisation des connaissances traditionnelles des plantes indigènes en botanique. Elle s'intéresse également à la flore mycorhizienne (en) pour la restauration écologique et à la séquestration du carbone par les plantes indigènes. Elle est chercheuse principale du projet 1 Billion Trees et fait partie du Otago Climate Change Network,.
Ses recherches sont motivées par le désir de fournir des connaissances sur les plantes qui contribueront à la conservation des espèces, à l'amélioration des services écosystémiques et à l'atténuation du changement climatique. Elle se concentre actuellement sur la biologie des plantes, des graines et des champignons en relation avec le reboisement indigène à grande échelle, dans le contexte de la restauration écologique et de la séquestration du carbone. Ses travaux actuels portent également sur l'écologie et la régénération des plantes rares, la complexité structurelle des plantes et la diversité des invertébrés, les limites de l'expansion des forêts de hêtres et les effets des méthodes de désherbage sur les plantes et les champignons indigènes.
Elle s'intéresse également à l'utilisation traditionnelle des plantes par les Māori, en particulier à la manière dont le mātauranga et les connaissances botaniques s'entrecroisent en ce qui concerne les plantes utilisées dans les textiles. Elle a été responsable de la conception du "toit vert" 100 % indigène du bâtiment William James de l'université d'Otago, classé Greenstar, et de Flora Finder, l'application pour smartphone développée pour aider à identifier les arbres, les arbustes et les mauvaises herbes indigènes les plus courants de Nouvelle-Zélande.
Janice collabore également avec le groupe de recherche sur l'écologie alpine et s'intéresse particulièrement aux mutualismes de pollinisation alpine et aux impacts du changement climatique dans les régions alpines. Ses recherches s'étendent à d'autres habitats froids tels que les îles subantarctiques. Dans un podcast de 2016 de l'émission Planet Earth II de la BBC, Islands Episode, elle explique son intérêt pour les mégaherbes subantarctiques.

## Prix et distinctions
Lord reçoit le Leonard Cockayne Lecture Award en 2015; elle n'est que la deuxième femme récipiendaire après que Lucy Moore (en) a remporté le premier prix en 1965. Lord donne des conférences sur la flore subantarctique.
En 2017, Lord figure parmi les 150 femmes en 150 mots de la Société royale de Nouvelle-Zélande, célébrant les contributions des femmes au savoir en Nouvelle-Zélande.

## Œuvres choisies
- (en) Janice M. Lord et David Norton, « Scale and the Spatial Concept of Fragmentation », Conservation Biology, États-Unis, Wiley-Blackwell, vol. 4, no 2,‎ juin 1990, p. 197-202 (ISSN 0888-8892 et 1523-1739, OCLC 715539913, DOI 10.1111/J.1523-1739.1990.TB00109.X).
- (en) Janice Lord, Mark Westoby et Michelle Leishman, « Seed Size and Phylogeny in Six Temperate Floras: Constraints, Niche Conservatism, and Adaptation », The American Naturalist, Chicago, University of Chicago Press, vol. 146, no 3,‎ septembre 1995, p. 349-364 (ISSN 0003-0147 et 1537-5323, OCLC 45446849 et 1480477, DOI 10.1086/285804).
- (en) Diane R Campbell, M Bischoff, Janice M. Lord et Alastair Robertson, « Where have all the blue flowers gone: pollinator responses and selection on flower colour in New Zealand Wahlenbergia albomarginata », Journal of Evolutionary Biology, Wiley-Blackwell, vol. 25, no 2,‎ 8 décembre 2011, p. 352-364 (ISSN 1010-061X et 1420-9101, OCLC 474043725, PMID 22151952, DOI 10.1111/J.1420-9101.2011.02430.X).
- J. M. Lord, A. S. Markey et J. Marshall, « Have frugivores influenced the evolution of fruit traits in New Zealand? », cabi digital library,‎ 2002, p. 55-68 (DOI 10.1079/9780851995250.0055).
- (en) Janice Lord, Judy Egan, Trevor Clifford, Enrique Jurado, Michelle Leishman, Dick Williams et Mark Westoby, « Larger seeds in tropical floras: consistent patterns independent of growth form and dispersal mode », Journal of Biogeography, Wiley-Blackwell, vol. 24, no 2,‎ janvier 1997, p. 205-211 (ISSN 0305-0270 et 1365-2699, OCLC 45446950, DOI 10.1046/J.1365-2699.1997.00126.X).
- (en) Janice M. Lord, « Frugivore gape size and the evolution of fruit size and shape in southern hemisphere floras », Austral Ecology, Wiley, vol. 29, no 4,‎ août 2004, p. 430-436 (ISSN 1442-9985 et 1442-9993, DOI 10.1111/J.1442-9993.2004.01382.X).